# Dolná Breznica
Dolná Breznica es un municipio del distrito de Púchov en la región de Trenčín, Eslovaquia, con una población estimada a final del año 2024 de 1073 habitantes.
Se encuentra ubicado al noreste de la región, cerca del río Váh (cuenca hidrográfica del Danubio) y de la frontera con la República Checa y la región de Žilina.

## Demografía
| Año        | 1994 | 2004    | 2014     | 2024     |
| ---------- | ---- | ------- | -------- | -------- |
| Población  | 793  | 813     | 911      | 1073     |
| Diferencia |      | +2,52 % | +12,05 % | +17,78 % |

| Año        | 2023 | 2024    |
| ---------- | ---- | ------- |
| Población  | 1081 | 1073    |
| Diferencia |      | −0,74 % |